# Delphinium gorganicum
Delphinium gorganicum är en ranunkelväxtart som beskrevs av Karl Heinz Rechinger. Delphinium gorganicum ingår i släktet storriddarsporrar, och familjen ranunkelväxter. Inga underarter finns listade i Catalogue of Life.